# 50수 규칙
50수 규칙(Fifty-move rule)은 체스에서 폰의 전진이나 기물의 포획 없이 50수가 지나면 무승부가 되는 규칙이다.

## 규정
세계 체스 연맹의 공식 규정 9.3에는 아래와 같이 규정되어 있다.
어떤 대국자가 다음 조건이 성립됨을 올바르게 주장한 경우 게임은 비긴다.
- (a)대국자가 그의 기록지에 쓰고 그가 두려는 수가 폰의 전진이나 기물의 포획 없이 50수가 지나게 됨을 선언할 때.
- (b)대국자가 지난 50수 동안 폰의 전진이나 기물의 포획이 없었음을 선언할때

이러한 기회는 처음 한번만 선언할 수 있는 것이 아니며 지금 두려는 수로부터 50수 동안 이런 조건이 성립하는 경우 주장할 수 있다.

## 역사
이 규정은 오랜 역사를 가지고 있다. 옛날에는 모든 이길 수 있는 엔드게임은 50수 이내에 끝낼 수 있다고 생각했다. 알렉세이 트로이츠키를 비롯한 체스 연구자의 연구에 따라 50수보다 오랜 수가 걸리는 엔드게임이 발견된 이후 세계 체스 연맹은 몇몇 엔딩에 대하여 기준을 늘리는 방향으로 규칙을 개정했다가 현재는 다시 50수로 환원되었다.
현재 연구에 따른 폰의 전진이나 기물의 포획 없이 이기는데 가장 오래 걸리는 엔드게임은 517수가 걸린다고 알려져 있다.

## 같이 보기
- 동형반복